# Parco del Limbara
Il parco del Limbara (in gallurese: Parcu di lu Limbara, in sardo: Parcu de su Limbara) è uno degli otto parchi regionali dalla Regione Autonoma della Sardegna individuati ai sensi della legge regionale n. 31 del 7 giugno 1989 (Norme per l'istituzione e la gestione dei parchi, delle riserve e dei monumenti naturali, nonché delle aree di particolare rilevanza naturalistica ed ambientale.). Non è ancora stato costituito il relativo ente di competenza.
Si trova in provincia di Sassari, nella parte settentrionale della Sardegna, a cavallo delle regioni storiche della Gallura e del Monteacuto. Si estende sui monti del Limbara coprendo un'area di 19.833 ettari, da Tempio Pausania fino al lago Coghinas, in territorio di Tempio, Calangianus ed Oschiri.
Le montagne sono granitiche e vi si possono ammirare spettacolari forme di erosione. Il parco è ricchissimo di macchia e di endemismi vegetali con altrettanta ricca fauna; dopo la reintroduzione del muflone (avvenuta nel 2016), è in programma la reintroduzione del cervo sardo.

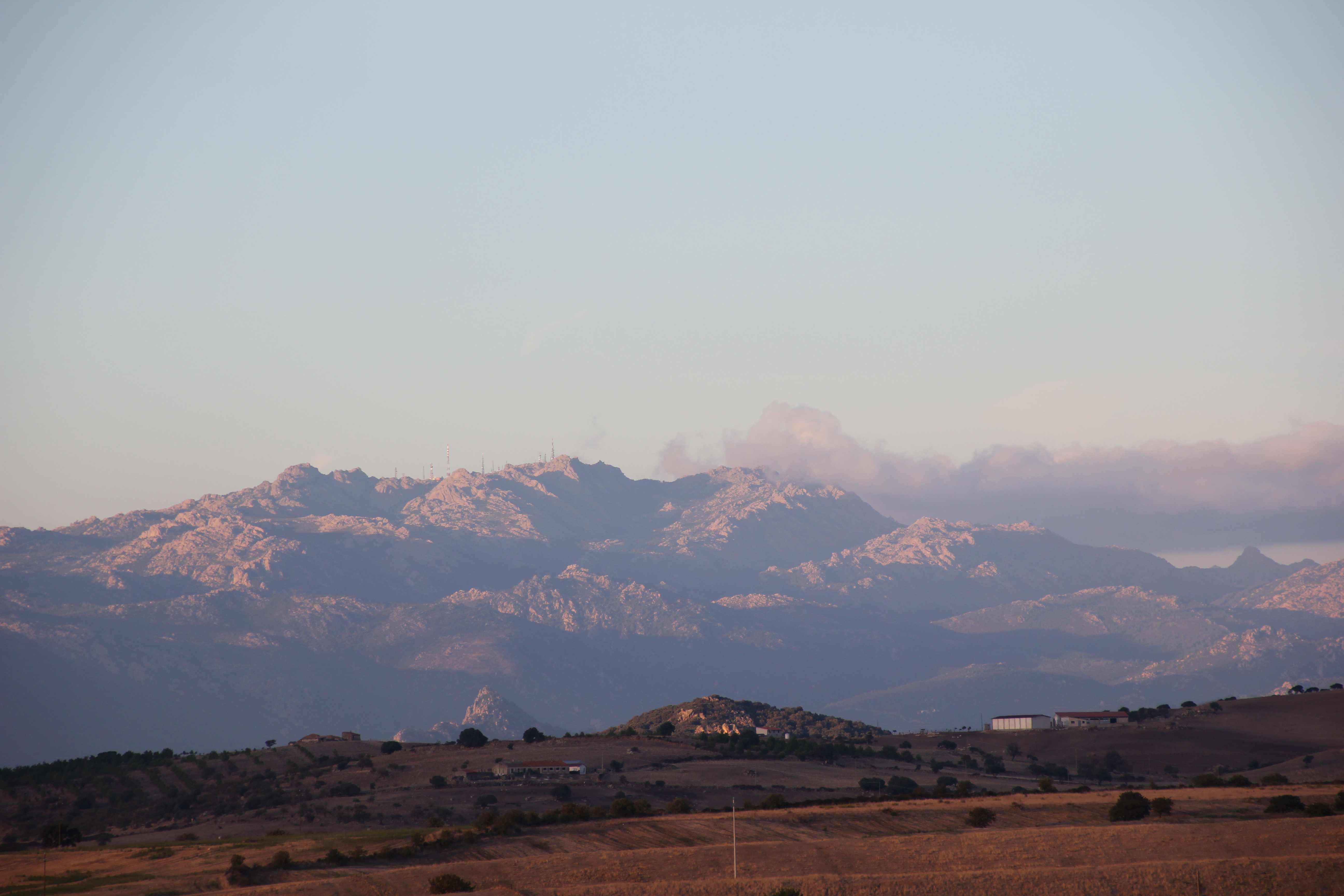